# 分離女性主義
分离女性主义（英語：Feminist separatism），是主張透過男女分离来對抗父权的女性主義理论，许多分離女性主義理论根基于女同性恋女权主义之上。
女同性恋女性主义者佛賴伊将分离女性主义描述为“與各种來自男性的模式分離，與各種基於男性定义、男性主导、基於男性利益、维护男性特权的機制、关系、角色和活动而生的的模式分離──此分离是由女性随意发起或维持的。” 

## 發展
文化理論家愛麗絲·埃克霍爾斯将女同性恋分离运动的崛起，描述为对抗全國婦女協會等女权组织的恐同情绪。埃克尔爾斯认为，“……（同性）性的引入惱怒许多异性恋女性主义者，她们方在妇女运动中找到摆脱性的喘息机会”。埃克尔爾斯认为分离主义是女同性恋的一種策略，旨在将女同性恋与性联系起来，以便女权运动中的异性恋女性感到舒服。 
1968年，鄧巴-歐蒂茲创立「Cell 16」，是第一个提倡分離女性主义的组织。 文化史学家愛麗絲·埃克霍爾斯認為「Cell 16」“为女同性恋分离主义奠定了理论基础”。  埃克尔爾斯將「Cell 16」作为异性恋分离女性主义的例子，因为该组织从未提倡將女同性恋當作政治策略。
「Cell 16」的基进女性主义期刊《不再有乐趣和游戏》（No More Fun and Game）中，鄧巴-歐蒂茲和麗莎·勒格霍恩建议女性「與那些無心為婦女解放作貢獻的男人分開」。  取而代之的是，她們建議女性獨身，而不是和其他女性維持女同性戀關係，“一種僅屬个人的解决方案”。 

## 普遍的分離女性主義
1972年，社会主义女性主义的小册子中，芝加哥妇女解放联盟将分离主义区分为“意识形态立场”，和“战术立场”。  該冊子中，解放聯盟进一步区分了“个人实践”和“政治立场”的分離主义。 
1978年，女同性恋女性主义者佛賴伊在《关于分离主义和权力的笔记》（Notes on Separatism and Power）中，将分离女性主义视为所有妇女在某时都会实践的策略，并包含在许多女性主义計畫中，如婦女庇护所、选举配额等。佛賴伊认为，只有女性与男性分离时，才会受到社會非议；然而，男性分离主义，如绅士俱乐部、工会、运动队、军队等，卻是被視為是一种相当正常的现象。
一些分离女性主义者认为，男性无法为女权运动做出积极贡献，即使是善意男性也只是复制父权的动力。 

## 女同性恋分離主義

### 女同性恋分离主义
邦區是The Furies Collective的早期成员，视分离主义为一种策略，一段“初步”时期，或一種從主流行動主義暫時撤退，以实现特定目标，或促进个人成长。 
除了主张退出与男性的工作、个人或休闲关系外，The Furies Collective还建议女同性恋分离主义者只跟“切断与男性特权联系的女性”交朋友 ，並建议“只要女性仍然受益于異性戀紅利，获得異性戀特权和安全感，早晚會背叛自己的姐妹，特别是没有这些紅利的女同性恋姐妹。” 邦區在《向女同性恋分离主义学习》（Learning from Lesbian Separatism ，1976）中進一步阐述，在“在男性至上主义社会中，异性恋是一种政治制度”， 而实践分离主义是逃避统治的方式。
女同性恋者，視分离主义為一種临时策略，也是一种终生的实践。 浪達同志文學獎获奖者Elana Dykewomon就選擇終生實踐分離主義。
1988年，女同性恋哲学家Sarah Lucia Hoagland在《女同性恋伦理：迈向新价值》（Lesbian Ethics: Toward New Value )中，提到女同性恋分离主义可以鼓励女同性恋者在共同价值观的基础上发展健康的社群道德。Hoaland阐明了女同性恋亚文化和女同性恋社群之间的区别：亚文化的成员资格是“由外部敌对文化以消极的方式定义”，而社群的成员资格是基于“我们相信我们可以在这里制定的价值观”。 Bette Tallen认为，女同性恋分离主义不同於其他的分离主义运动，“不是为了独立建国，而是为了发展自主的自我认同，创建强大而坚实的女同性恋社群”。  女同性恋历史学家莉莉安·斐德曼描述，女同性恋分离主义的冲动是在更广泛的文化中“让女性间的爱情更加引人注目”，创造了文化和文化艺术品。  斐德曼认为，女同性恋女性主义者创建分离主义机构的目的是“将她们关于正直、培育贫困者、自决以及劳动和报酬平等的理想带入机构建设和经济的各个方面”。 

### 基進女同性恋主义
女同性恋分離主義（英語：Separatist lesbianism），是女同性恋者特有的分離女性主義。许多女同性恋分离主义者购买土地，与男性和异性恋女性分开生活。 
基進女同性恋主义运动代表了与主流女性主义运动的决裂。許多女性主义者和女同性恋试图调和女性主义間既定目标的内在冲突。然而，许多冲突和決裂是由深根於更广泛的、针对女性的特定国家文化叙事。一些基進女同性恋主义运动是为了回應这些需求而独立创建的，而另一些則受到其他国家的激進运动激勵。这导致的不是单一的基進女同性恋历史，而是不同的民族斗争。
国际上，基進女同性恋者经常利用国际趋同空间举办活动，提高女同性恋的知名度，如：1994年，石墙事件25 周年纪念日的纽约女同性恋游行；1995年，北京主办的世界妇女大会；1997年，阿姆斯特丹的同性恋运动会。
在美国，1970年，当时包括女同性恋運动家Del Martin等七名女性，在北方同性恋组织会议上质问男同性恋权利运动与女性的關聯性，成為女同性恋分離主義的濫觴。代表们通过了一项支持妇女解放的决议，但Del Martin仍嫌不够。1970同年，Del Martin發表《如果仅此而已》（If That's All There Is），她在文中谴责男同性恋权利组织是性别歧视者。  1971 年，The Furies Collective成立僅限女同性恋者的公社，發行同名機關報。The Furies Collective由12名白人女同性戀女性主義者组成，年龄介於18至28岁之间，其中还有三个孩子。  The Furies Collective一直持续到21世纪初。 其他著名的女同性恋分离主义团体包括 The Gutter Dykes、The Gorgons 和 The Radicalesbians 。 
在美国，女同性恋分离主义的实践與酷儿民族主义和政治女同性戀主義相关的概念。一些女同性恋分离主义者也与月神威卡教有关。  
在法语国家，使用“基進女同性恋主義”（法語：Lesbiennes radicales）一词代替“女同性恋分离主义”。受哲学家维蒂格影響，基進女同性恋主義运动於1980年代初的法国展開，随后传播到加拿大魁北克省。 维蒂格引用西蒙波娃，挑战生理决定论，认为当权者为了掩盖利益冲突和维持统治，而构建性别和种族的差异。 维蒂格與其盟友强烈抵制异性戀社会及异性恋霸權。 
1970年代，拉丁美洲基進女同性恋主义興起。1977年，在墨西哥，基進女同性恋主义开始发展，由Mujeres guerreras que abren caminos y esparcen flores (Oikabeth) 组织領導。1984年，在智利，基進女同性恋主义在独裁统治下發展。1986年，哥斯达黎加发起了一场基進女同性恋主義运动。1980年代至90年代間，拉丁美洲女同性恋者生活困难，受到該地區的厭女打壓。為此，墨西哥、哥斯达黎加、波多黎各、阿根廷和巴西的社群开始更加紧密地合作。 

### 註腳
1. ↑  Shugar, Dana R. . University of Nebraska Press. 1995: xi–xvii. ISBN 978-0-8032-4244-9.
2. ↑  Marilyn Frye, "Some Reflections on Separatism and Power". In Feminist Social Thought: A Reader, Diana Tietjens Meyers (ed.) (1997) New York: Routledge, pp. 406–414.
3. 1 2  Echols, Alice. "The Eruption of Difference", from Daring to be Bad: Radical Feminism in America, 1967–1975, 1989, University of Minnesota Press, ISBN 0-8166-1787-2, p218.
4. ↑  Saulnier, Christine F. Feminist Theories and Social Work: Approaches and Applications (1996) ISBN 1-56024-945-5
5. ↑  Bevacqua, Maria. Rape on the Public Agenda: Feminism and the Politics of Sexual Assault (2000) ISBN 1-55553-446-5
6. ↑  Echols, Alice. Daring to Be Bad: Radical Feminism in America, 1967-75, University of Minnesota Press, 1990, ISBN 0-8166-1787-2, p164
7. ↑  Echols, Alice. Daring to Be Bad: Radical Feminism in America, 1967–75, University of Minnesota Press, 1990, ISBN 0-8166-1787-2, p.164
8. 1 2  Dunbar, Leghorn. "The Man's Problem", from No More Fun and Games, Nov 1969, quoted in Echols, 165
9. 1 2  Chicago Women's Liberation Union, Hyde Park Chapter. Socialist Feminism: A Strategy for the Women's Movement, 1972 (booklet).
10. ↑  Sarah Hoagland, Lesbian Ethics: toward new value, p. 60, 154, 294.
11. ↑  Davis, Flora. Moving the Mountain: The Women's Movement in America since 1960, University of Illinois Press, 1999, ISBN 0-252-06782-7, p271
12. 1 2  Bunch, Charlotte/The Furies Collective, "Lesbians in Revolt", in The Furies: Lesbian/Feminist Monthly, vol. 1, January 1972, pp.8–9
13. ↑  Bunch, Charlotte. Learning from Lesbian Separatism, Ms. Magazine, Nov. 1976
14. ↑  Hoagland, Sarah Lucia. Lesbian Ethics: Towards a New Value, Institute for Lesbian Studies, Palo Alto, Ca.
15. 1 2  Faderman, Lillian. Odd Girls and Twilight Lovers, Columbia University Press, ISBN 0-231-07488-3, p220
16. 1 2  Kershaw, Sarah. . The New York Times. January 30, 2009. （原始内容存档于December 26, 2015）.
17. ↑  Mark Blasius, Shane Phelan We are everywhere: a historical sourcebook in gay and lesbian politics, Routledge, 1997 ISBN 0-415-90859-0 p. 352
18. ↑  Vern L. Bullough Before Stonewall: activists for gay and lesbian rights in historical context, Routledge, 2002 ISBN 1-56023-193-9 p. 160
19. 1 2  Dudley Clendinen, Adam Nagourney Out for Good: The Struggle to Build a Gay Rights Movement in America, Simon & Schuster, 2001 ISBN 0684867435, p. 104
20. ↑  Bonnie Zimmerman Lesbian histories and cultures: an encyclopedia Garland Pub., 2000 ISBN 0-8153-1920-7, p. 322
21. ↑  Levy, Ariel. . The New Yorker. February 22, 2009  [May 10, 2016]. （原始内容存档于2018-06-14）.
22. ↑  Empowering the Goddess Within 的存檔，存档日期February 12, 2012，., by Jessica Alton
23. ↑  Goddesses and Witches: Liberation and Countercultural Feminism 的存檔，存档日期2014-10-26., by Rosemary Ruether
24. 1 2  Turcotte, Louise. (foreword) The Straight Mind and Other Essays, Monique Wittig, Beacon Press, 1992, ISBN 0-8070-7917-0, p ix
25. ↑  Hoagland, Sarah Lucia. Lesbian Ethics: Towards a New Value, Institute for Lesbian Studies, Palo Alto, Ca.
26. ↑  Claire Duchen, Feminism in France (1986) p. 23-4
27. ↑  Falquet, Jules.  [Brief review of some lesbian theories]. Mexico. 2004: 32–33 （西班牙语）.
28. ↑  Falquet, Jules.  [Brief review of some lesbian theories]. Mexico. 2004: 39 （西班牙语）.

### 延伸阅读
- Bess, Gabby. . Broadly. Vice Media. October 13, 2015  [2023-08-15]. （原始内容存档于2019-04-04）.
- Carmen. . Autostraddle. September 30, 2015  [2023-08-15]. （原始内容存档于2023-08-15）.
- Ellis, Sonja J.; Peel, Elizabeth. . Feminism & Psychology. May 2011, 21 (2): 198–204. ISSN 0959-3535. OCLC 969561039. S2CID 144634947. doi:10.1177/0959353510370178.
- Hoagland, Sarah Lucia; Penelope, Julia (编). . Onlywomen Press. 1988. ISBN 978-0-906500-28-6. hoagland.
- Morris, Bonnie J. . Outward. Slate. December 22, 2016  [2023-08-15]. （原始内容存档于2023-05-28）.
- Schotten, C. Heike. . TSQ: Transgender Studies Quarterly. 2022, 9 (3): 334–364. doi:10.1215/23289252-9836022.